# Parmotrema macrocarpum
Parmotrema macrocarpum är en lavart som först beskrevs av Christiaan Hendrik Persoon, och fick sitt nu gällande namn av Hale. Parmotrema macrocarpum ingår i släktet Parmotrema och familjen Parmeliaceae.   Inga underarter finns listade i Catalogue of Life.